# Auchenoglanis
Auchenoglanis is een geslacht van straalvinnige vissen uit de familie van de stekelmeervallen (Claroteidae).

## Soorten
- Auchenoglanis biscutatus (Geoffroy Saint-Hilaire, 1809)
- Auchenoglanis occidentalis (Valenciennes, 1840)